# Филлантус уссурийский
Филлантус уссурийский (лат. Phyllanthus ussuriensis) — вид растений рода Филлантус (Phyllanthus) семейства Филлантовые (Phyllanthaceae).

## Биологическое описание
Небольшое однолетнее травянистое растение с сплюснутыми или крылатыми стеблями 5—20 см длиной.
Листья голые, с очень короткими черешками, ланцетные или овальные, 5—25 мм длиной и 1,5—7 мм шириной, с прилистником 1 мм длиной.
Цветки одиночные или собранные по два в пазухах листьев, с очень короткими цветоножками. Чашелистики в числе около 6, треугольной формы. Пыльники округлые, 3 мм в поперечнике, бородавчатые или голые. Завязь голая или густо покрытая чешуевидными сосочками.
Семя трёхгранное, бугорчатое.

## Распространение
Произрастает на Дальнем Востоке, в Японии и в Китае. Описан с реки Уссури. Тип в Ленинграде.

## Синонимы
В синонимику вида входят следующие названия:
- Phyllanthus anceps Benth.
- Phyllanthus matsumurae Hayata ex Fabe
- Phyllanthus simplex var. chinensis Müll.Arg.
- Phyllanthus simplex var. ussuriensis (Rupr. et Maxim.) Müll.Arg.
- Phyllanthus virgatus var. chinensis (Müll.Arg.) G.L.Webster
- Phyllanthus wilfordii Croizat et Metcalf